# Fred Gilmore
Fred Gilmore est un boxeur américain né le 22 mai 1887 à Montréal, Québec, et mort le 17 mars 1969 à Los Angeles, Californie.

## Carrière
Il a remporté aux Jeux olympiques d'été de 1904 à Saint-Louis la médaille de bronze dans la catégorie poids plumes en s'inclinant aux points en demi-finale face à son compatriote Frank Haller.

## Palmarès

### Jeux olympiques
- Jeux olympiques de 1904 à Saint-Louis (poids plumes)

## Référence
1. ↑  (en) Résultats des Jeux olympiques 1904 (amateur-boxing.strefa.pl)